# Neobrocha adoxa
Neobrocha adoxa là một loài bướm đêm thuộc phân họ Arctiinae, họ Erebidae.